# Brachyhypopomus janeiroensis
Brachyhypopomus janeiroensis is een vissensoort uit de familie van de Amerikaanse mesalen (Hypopomidae). De wetenschappelijke naam van de soort is voor het eerst geldig gepubliceerd in 1992 door Costa & Campos-da-Paz.